# Regensburger Kochbuch

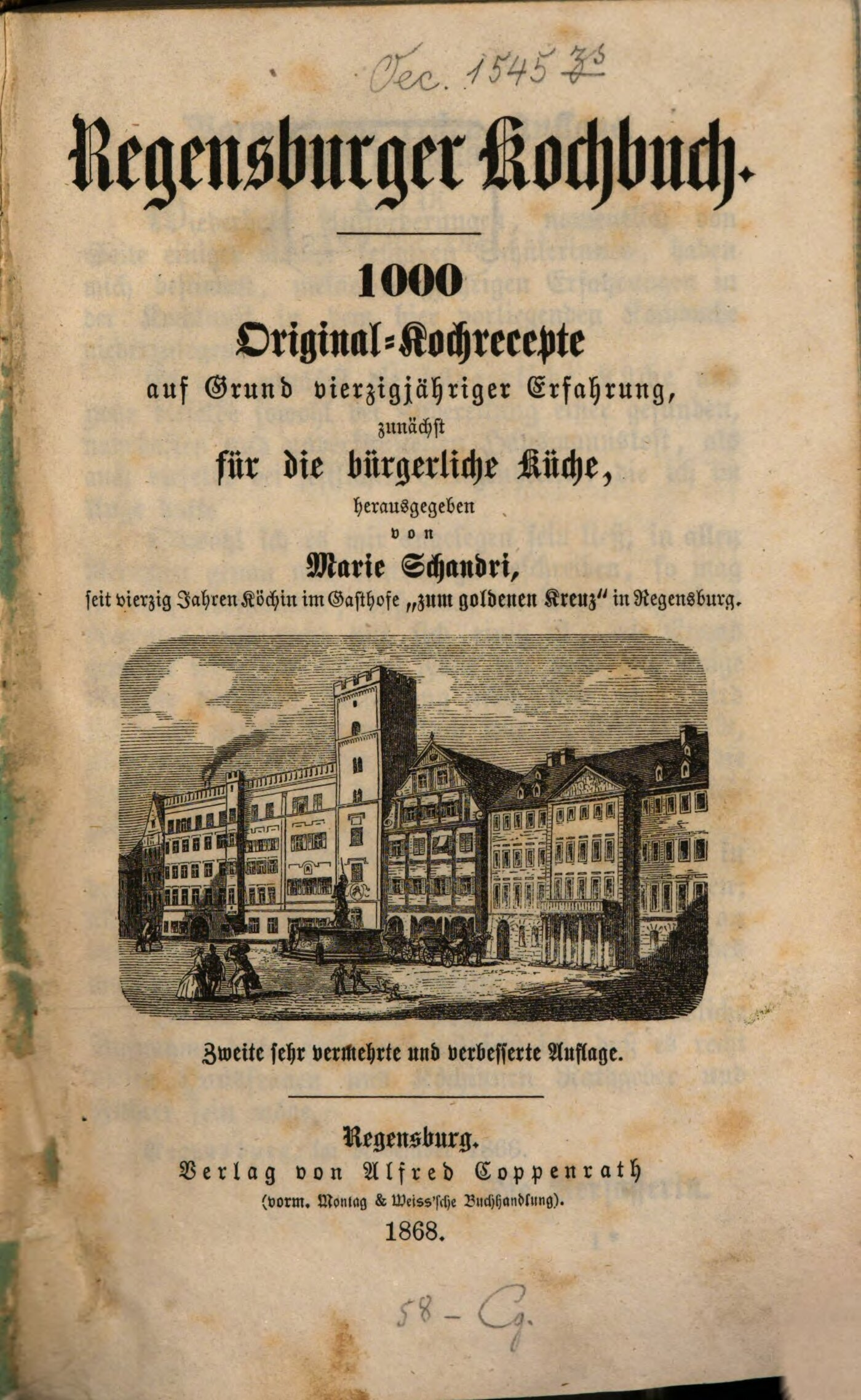
Titelblatt der Auflage von 1868

Das Regensburger Kochbuch der Marie Schandri aus Regensburg ist ein seit dem Jahre 1867 in beinahe 100 Auflagen erschienenes klassisches Kochbuch. Zusammen mit den Nachfolgern des Titels (etwa als Das berühmte Regensburger Kochbuch vom Münchener Verlag Carl Gerber) kommt es auf eine Laufzeit von mehr als 150 Jahren. Es ist weniger ein Abbild einer traditionellen bayerischen Küche als eine Zusammenstellung von in Bayern beliebten und bewährten Gerichten der bürgerlichen Küche und enthält auch Hinweise zur Küchen- und Ernährungslehre. Es ist neben dem Bayerischen Kochbuch eines der am weitesten verbreiteten traditionellen Kochbücher im süddeutschen Raum.

## Geschichte
Im Jahr 1867 erschien es erstmals in einem Regensburger Verlag. Als Autorin wird Marie Schandri genannt, die offenbar 40 Jahre lang als Köchin im Gasthof „zum Goldenen Kreuz“ am Haidplatz in Regensburg gearbeitet hatte. Der Titel lautete Regensburger Kochbuch – 1050 Original-Kochrecepte auf Grund vierzigjähriger Erfahrung, zunächst für die bürgerliche Küche. 1869 wurde Anna Hubers Die vollständige Fastenküche angefügt. Das Buch hatte in der 1871 erschienenen vierten Auflage 479 Seiten und erschien im Regensburger Verlag von Alfred Coppenrath, vormals „Montag und Weiß’sche Buchhandlung“. Lange Zeit wurde vermutet, dass es sich bei Marie Schandri um das Pseudonym von Isabella Coppenrath (1833–1891), der Frau des Verlegers Alfred Coppenrath handelte. Neuere Forschungen haben ergeben, dass Marie Schandri tatsächlich existierte. Das Kochbuch wurde kontinuierlich in den folgenden Jahrzehnten weiterentwickelt, so 1897 um den Abschnitt Einmachkunst Anna Hubers, ab 1949 durch M. Notburga Gschwandtner. Das Kochbuch erhielt den für das 20. Jahrhundert typischen roten Einband. Ab der 97. Auflage wurde das Kochbuch wiederum neu überarbeitet und als „Neues Regensburger Kochbuch“ vom Fachbuchverlag Pfanneberg weitergeführt. Im Jahr 2013 erschien die 99. als von M. Waltraud Rößner und M. Jutta Ullrich bearbeitete Auflage.